# Holmby Hills
Holmby Hills är en relativt liten stadsdel i västra Los Angeles, Kalifornien, USA. Området är inklämt mellan de mer välkända stadsdelarna Beverly Hills och Bel Air, med Brentwood och Westwood i väster samt Century City i söder. Holmby Hills utgörs framförallt av privatbostäder och räknas till de mest exklusiva, och dyraste, områdena i Los Angeles. Tomterna är oftast mycket stora.
Två privata hem är särskilt kända: Aaron Spellings jättelika hus på Mapleton Drive samt Hugh Hefners Playboy Mansion på Charing Cross Road. 
Parken Holmby Park, belägen mellan Sunset Boulevard i norr och Wilshire Boulevard i söder, kan sägas vara hjärtat i Holmby Hills. Denna lilla, fridfulla park är mycket populär bland exempelvis joggare, boulespelare och familjer på utflykt.

## Kända personer som bor, eller har bott, i Holmby Hills
- Lauren Bacall, skådespelerska (som sammanboende med Humphrey Bogart, 232 Mapleton Drive).
- Humphrey Bogart, skådespelare (som sammanboende med Lauren Bacall, 232 Mapleton Drive).
- Sonny Bono, sångare och musikprofil (som sammanboende med Cher; huset “Owlwood”, 141 South Carolwood Drive).
- Cher, sångerska och skådespelerska (som sammanboende med Sonny Bono; huset "Owlwood", 141 South Carolwood Drive).
- Bing Crosby, sångare och skådespelare (594 Mapleton Drive).
- Tony Curtis, skådespelare (huset “Owlwood”, 141 South Carolwood Drive).
- Hugh Hefner, tidningen Playboys ägare (“The Playboy Mansion”, 10 236 Charing Cross Road, från 1971 till hans död 2017).
- Michael Jackson, popartist (100 North Carolwood Drive, från år 2008 fram till sin död 2009).
- Henry Mancini, kompositör (219 Mapleton Drive).
- Aaron Spelling, TV-mogul (594 Mapleton Drive, från omkr. år 1990 till sin död 2006).
- Usher, R&B- och hiphop-sångare och låtskrivare.
- George Harrison musiker och sångare i Beatles. Ägde 2 hus på 70 till början av 80 talet på North Carolwood Drive.